# Valkyrkjedomen
Valkyrkjedomen (norska: Valkyrjedomen) är en bergstopp i Antarktis. Den ligger i Östantarktis. Norge gör anspråk på området. Toppen på Valkyrkjedomen är 3 810 meter över havet.
Terrängen runt Valkyrkjedomen är huvudsakligen en högslätt. Valkyrkjedomen är den högsta punkten i trakten. Trakten är glest befolkad. Närmaste befolkade plats är Dome Fuji Station, 0,09 kilometer öster om Valkyrkjedomen.